# 天主教伊莎贝拉自治监督区
天主教伊莎貝拉自治監督區 （拉丁語：Praelatura Territorialis Isabellopolitana）是菲律賓一個羅馬天主教自治監督區，屬天主教三宝颜总教区，管轄巴西蘭省。
自治監督區於2006年時有教友90,329人（佔轄區總人口27.1%）、8個堂區和14名司鐸。現任監督為良·M·達爾毛，主教座堂為聖依撒伯爾主教座堂。
自治監督區於1963年6月12日設立。